# Fuga in Egitto (Rembrandt)
Fuga in Egitto è un dipinto di Rembrandt del 1627. Realizzato ad olio su tela, è conservato dal 1950 nel Musée des Beaux-Arts di Tours.

## Storia
L'opera venne realizzata da Rembrandt in età giovanile a Leida. A lungo presso proprietà privata, fu donata al museo di Tours nel 1950. La sua paternità fu dibattuta fino a quando venne definitivamente attribuita, nel 2001, al maestro olandese.

## Descrizione
Il dipinto, raffigurante una fuga in Egitto, è interamente giocato sui contrasti tra luci e ombre, simboli rispettivamente del bene e del male.